# Schonische Messe

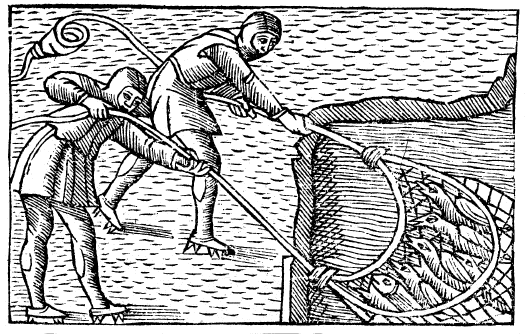
Olaus Magnus: Fischfang (1555)

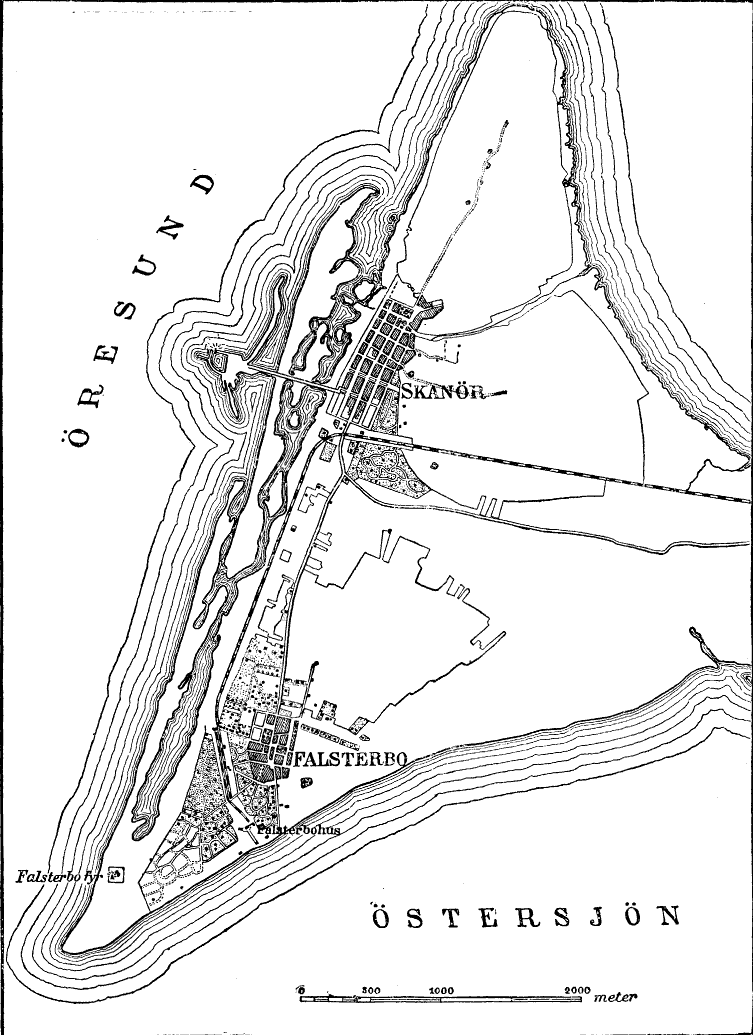
Skanör mit Falsterbo um 1900

Die Schonische Messe (dänisch Skånemarkedet; schwedisch Skånemarknaden; deutsch: „Schonenmarkt“) war im Mittelalter eine jährlich während der Zeit des Heringsfangs stattfindende Messe in Skanör-Falsterbo auf der Halbinsel Falsterbo im damals dänischen Schonen. Dort wurden Heringe, aber auch andere Fertig- und Halbfertigprodukte sowie Rohstoffe gehandelt. Die Messe fand zwischen Ende Juli und Ende Oktober statt, wurde jedoch in manchen Jahren bis Mitte November verlängert.
Die reichen Herings-Fanggründe nördlich der Halbinsel Falsterbo waren der Grund für diese seit Anfang des 12. Jahrhunderts stattfindende größte nordeuropäische Handelsveranstaltung des Mittelalters und trugen wesentlich zum rasanten Aufstieg und Reichtum der Hansestädte des Wendischen Viertels der Hanse bei, insbesondere von Lüneburg und Lübeck, aber auch von Wismar, Rostock, Stralsund und Danzig. Hering war eine beliebte und notwendige Fastenspeise des an Fastentagen reichen Mittelalters und deshalb eine begehrte Handelsware.  Zur Konservierung der Fische für den Transport nach Kontinentaleuropa wurden Fässer und Salz benötigt. Die nächstgelegenen reichen Salzvorkommen waren in Lüneburg; das Salz wurde von dort zunächst über die Alte Salzstraße nach Lübeck und dann samt Fässern nach Falsterbo gebracht. Hinzu kamen die Lieferungen der Güter des täglichen Bedarfs für die in der Saison bis zu 20.000 dort anwesenden Menschen (Bier als damaliges Grundnahrungsmittel, Fleisch usw.). Auch die dort tätigen Hilfskräfte wurden zum großen Teil aus den deutschen Städten der Ostseeküste auf Schiffen mitgebracht. So lagen im Öresund vor Falsterbo bis nach Dragør auf der Insel Amager am Westufer des Sunds zeitweilig gleichzeitig bis zu 500 Schiffe unterschiedlicher Größe. Die kleinsten konnten vier bis fünf Fass Heringe laden, die größten um die 400. Ab 1398 erfolgte der Salztransport zwischen Lüneburg und Lübeck über den ersten Kanal Europas, der eine Wasserscheide überwand, den Stecknitz-Kanal. Der Rücktransport der gepökelten Heringe in den Fässern erfolgte auf dem gleichen Weg. 
Die dänische Krone vergab an die Städte der Hanse, aber sehr zu deren Leidwesen auch an die Umlandfahrer genannten Kaufleute aus England und den Niederlanden, sogenannte Vitten, Konzessionen auf ein bestimmtes Stück Land auf den Wiesen der Halbinsel, auf der diese die für die Fischfangsaison notwendigen Gebäude errichteten. Die Größe der Vitten war von Stadt zu Stadt verschieden; Lübeck und Danzig verfügten über die größten mit jeweils sechs bis zehn Hektar. Die Vitten unterstanden Älterleuten der jeweiligen Städte, die auch die Jurisdiktion innehatten. Die dort tätigen Kaufleute aus den Hansestädten waren in speziellen Kaufleutekorporationen, den Schonenfahrer-Gilden ihrer Herkunftsstädte organisiert, die wegen der wirtschaftlichen Bedeutung der Schonenfahrt für die Städte auch erheblichen Einfluss auf den Rat ihrer Stadt hatten. Aus Sicht der dänischen Krone trugen die Konzessionen für die Vitten erheblich zum dänischen Staatshaushalt bei, wie später auch der Sundzoll.
Der Kampf um die Privilegien in diesem Geschäft war einer der Kernpunkte der ständigen und häufig auch kriegerischen Auseinandersetzungen zwischen den Hansestädten und den dänischen Königen. Im Frieden von Stralsund (1370) konnte die Hanse sich für die Zeit bis 1385 den Heringsmarkt in Schonen als Monopol sichern und so vom zunehmenden Wettbewerbsdruck der Umlandfahrer frei machen. Damit wurde der Messecharakter zugunsten der heimischen Stapelrechte aufgehoben und der Markt auf einen reinen Heringsmarkt reduziert.
Das Ausbleiben der Heringe um 1560 beendete die große Zeit der Märkte in Schonen. Skanör und Falsterbo devastierten nahezu. Damit einher ging auch der wirtschaftliche Niedergang der Städte des Wendischen Viertels der Hanse.